# 重光芳次
重光 芳次（しげみつ よしじ、1938年4月13日 - 2018年1月19日）は、日本のプロ野球選手（投手）。

## 来歴・人物
山口県徳山市櫛ヶ浜（現・周南市）出身。左利きであり、左投げだが、小さい時に親に右利きに矯正されたため、箸や筆記は右手だった。山口県立徳山商工高等学校機械科卒業後、入団テストを受けて合格し、1957年に広島カープに入団した。入団から1959年までの背番号は「34」だったが、1960年は「44」に変更した。1960年に退団。
退団後は山門鉄工所に入社し、社会人野球で活動した。
2018年1月19日に膵臓癌で死去（満79歳没）。

## 詳細情報

### 背番号
- 34 （1957年 - 1959年）
- 44 （1960年）